# Idicara olivacea
Idicara olivacea är en fjärilsart som beskrevs av Walker 1864. Idicara olivacea ingår i släktet Idicara och familjen nattflyn. Inga underarter finns listade i Catalogue of Life.